# Max Fourny

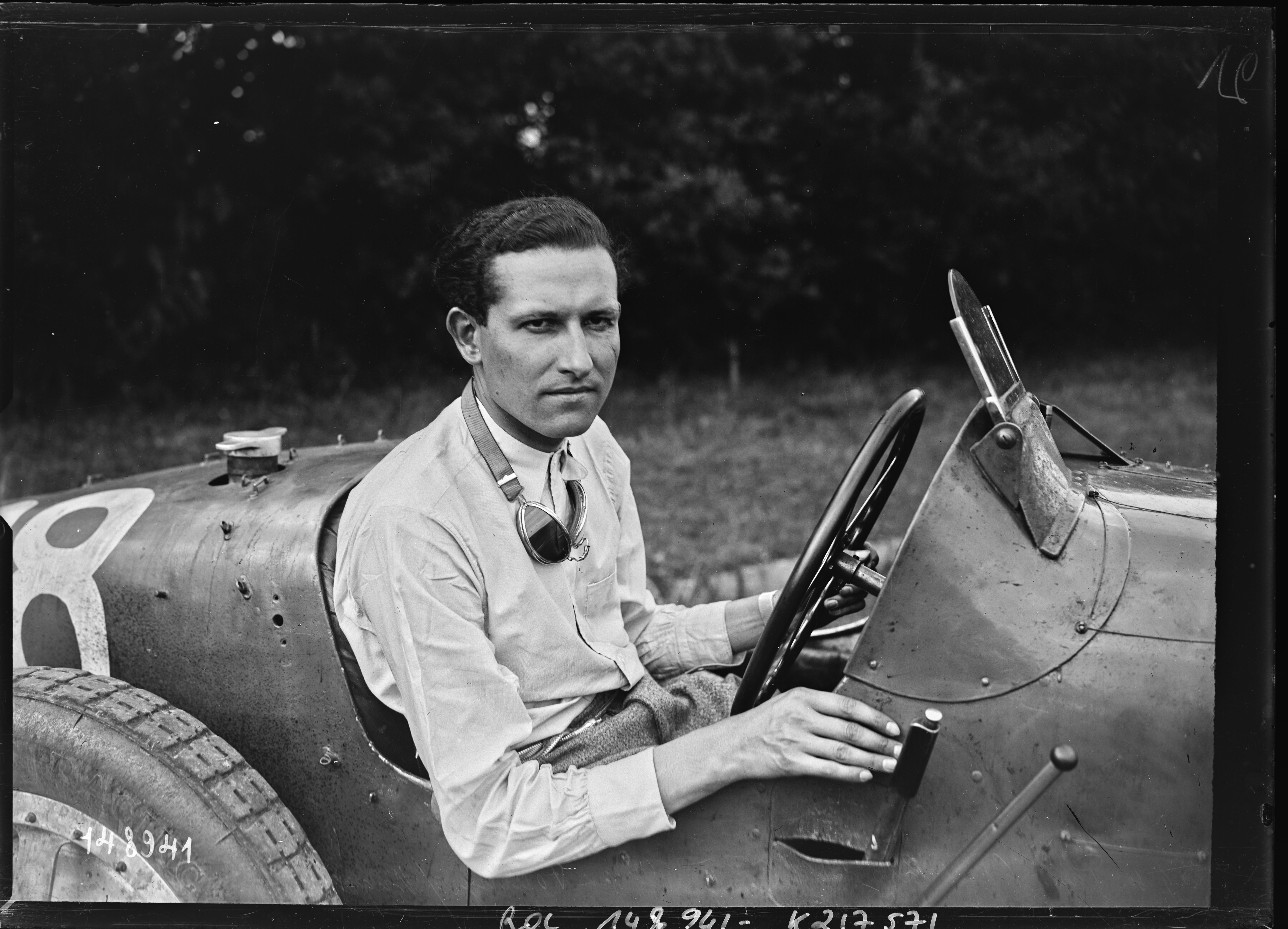
Max Fourny 1930 am Steuer eines Bugatti T 35 C

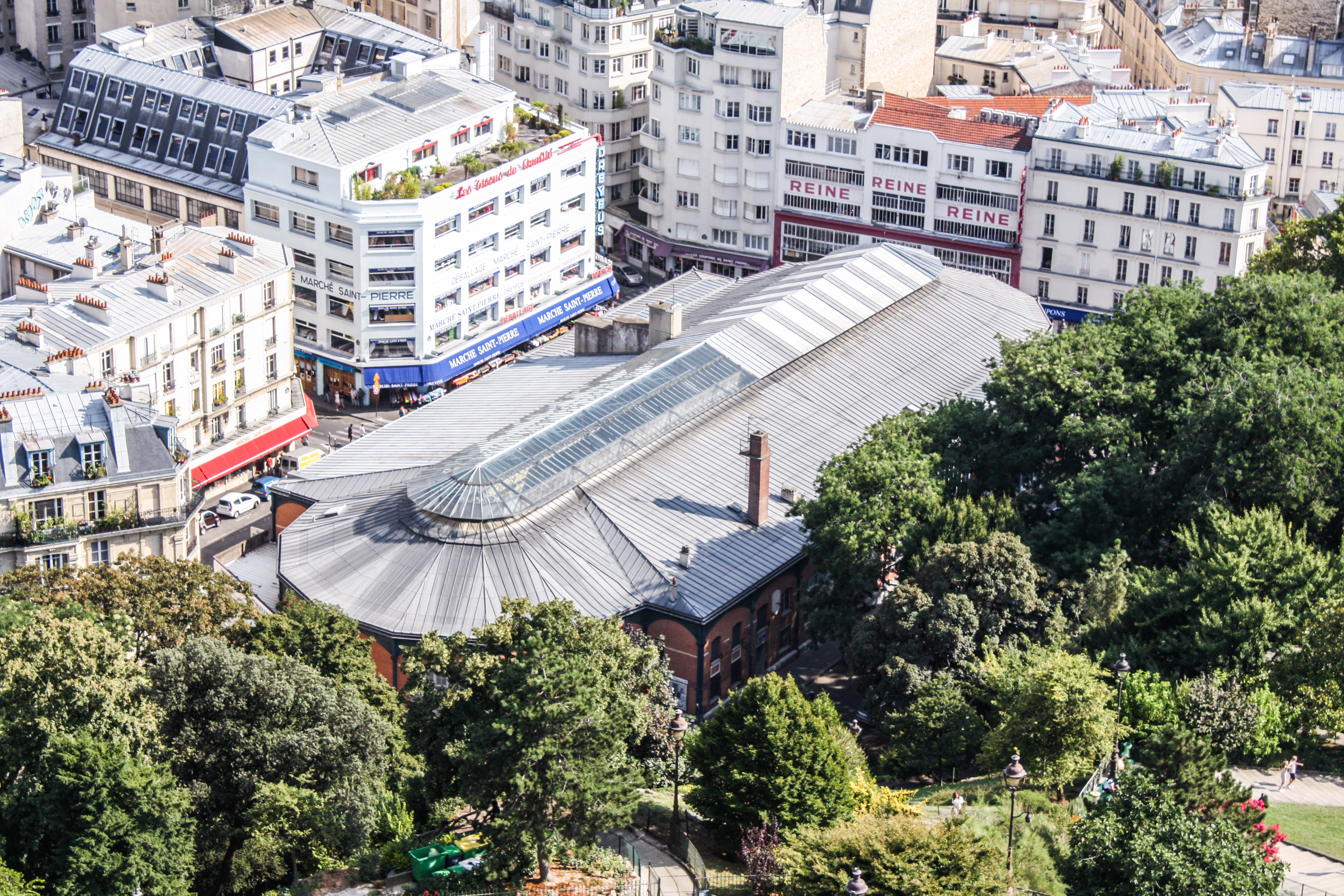
Luftaufnahme der Halle Saint Pierre, in dem sich das von Max Fourny gegründete Museum befindet

Max Jacques Michel Fourny (* 4. August 1904 in Amiens; † 9. März 1991 in Paris) war ein französischer Autorennfahrer, Verleger und Kunstsammler.

## Karriere als Rennfahrer
Der vermögende Max Fourny war in den 1920er- und 1930er-Jahren als Rennfahrer aktiv. Er besaß unter anderem einen Bugatti T 35 C, mit dem er auch bei Großen Preisen am Start war. In den 1920er-Jahren fuhr er einen Sima-Violet, ein Cyclecar mit einem 1,5-Liter-Zweitaktmotor, mit dem er beim Großen Preis von Italien 1926 gemeldet war, am Rennen aber nicht teilnahm. Erste Erfolge gelangen ihm 1930, als er den südlich von Péronne ausgetragenen Grand Prix de Picardie gewann. Beim Grand Prix de Dieppe kam er hinter Marcel Lehoux als Zweiter ins Ziel.
1930, 1931 und 1932 nahm er am Großen Preis von Frankreich teil, kam aber beide Male nicht ins Ziel, 1931 als Partner des Schauspielers Georges d’Arnoux. Auch sein einmaliges Antreten beim 24-Stunden-Rennen von Le Mans endete 1934 ohne Klassierung.

## Verleger und Museumsgründer
Max Fourny war ein bekannter Kunstsammler und verlegte zwischen 1945 und 1955 die Monatszeitschrift Arts et Industrie. Außerdem veröffentlichte er Kunstbücher. Er war mit der französischen Pianistin und Malerin Françoise Adnet verheiratet und gründete 1966 am Fuße von Sacré-Cœur de Montmartre das Musée d’Art Naïf – Max Fourny für Naive Kunst und Art brut, wo 600 Werke seiner Sammlung einen würdigen Rahmen erhielten.

## Statistik

### Le-Mans-Ergebnisse
| Jahr | Team      | Fahrzeug        | Teamkollege    | Platzierung     | Ausfallgrund |
| ---- | --------- | --------------- | -------------- | --------------- | ------------ |
| 1934 | M. Bayard | Bugatti Type 55 | Louis Decaroli | disqualifiziert |              |